# Gayatri Chakravorty Spivak
Gayatri Chakravorty Spivak (Calcutta, 24 febbraio 1942) è una filosofa statunitense, di origine bengalese. Attiva nel campo del postcolonialismo,  del femminismo, della teoria della letteratura e degli studi di genere.

## Biografia
Gayatri Chakravorty Spivak ottiene la laurea in letteratura inglese all'Università di Calcutta nel 1959. Negli anni sessanta si sposta negli USA, laureandosi nel 1962 alla Cornell University, dove prosegue la sua preparazione con un dottorato sul poeta William Butler Yeats (1967). Particolarmente interessata alla filosofia europea, nel 1976 traduce in inglese il fondamentale testo De la grammatologie (Sulla grammatologia) di Jacques Derrida, partecipando in questo modo all'introduzione del decostruzionismo nel dibattito accademico americano. In quel periodo si sposa con l'americano Talbot Spivak, dal quale divorzia alcuni anni dopo. Attualmente insegna alla Columbia University.
Utilizzando una personale rielaborazione delle prospettive e delle metodologie poststrutturalista e marxista, il pensiero di Chakravorty Spivak si incentra su due punti fondamentali. Innanzitutto critica l'universalismo e l'eurocentrismo culturale che caratterizza tanto un certo filone del femminismo, quanto la teoria letteraria e la comparatistica. La studiosa affronta da un punto di vista locale e situato le questioni relative ai soggetti subalterni, mettendo in luce gli atteggiamenti e i discorsi imperialistici dell'ambiente universitario occidentale a partire da Can the Subaltern Speak?, un saggio presentato nel 1985 e pubblicato nel 1988 che avrebbe poi esercitato un considerevole influsso sugli studi postcoloniali. In secondo luogo, insofferente verso la netta demarcazione dei campi del sapere, la studiosa cerca di superare queste barriere in direzione di un progetto interdisciplinare e multidisciplinare.
In The Post-Colonial Critic (1990), Spivak introduce il concetto di essenzialismo strategico come tentativo di conciliazione tra pratiche politiche e riflessioni identitarie in chiave postmodernista. La nozione di essenzialismo, oggetto di revisione e critica feroce negli ultimi decenni, è la convinzione che gruppi di individui possiedano caratteristiche proprie e uniche, in base alle quali è possibile parlare di precise identità collettive (ad es. la categoria "donne" e "uomini" imperniate su una supposta essenza femminile e maschile). Le conseguenze principali di questo atteggiamento sono la creazione di contrapposizioni binarie (le donne sono ciò che non sono gli uomini, e viceversa) e la nascita di identità collettive come categorie univoche, fisse, compiute (le Donne, gli Uomini).
Queste sono però delle semplificazioni, delle generalizzazioni ingiustificabili a livello concettuale/teorico, perché non rappresentative nei confronti dei soggetti che dovrebbero rappresentare, fondate solo su un certo gruppo elevato a fondamento di tutta una categoria (ad es. alla base del concetto di "donne" è uno specifico insieme di donne che viene esteso a tutti i soggetti "donna"). D'altro canto, difficile è attuare lotte politiche per ottenere cambiamenti nel sociale se viene proposto un soggetto complesso e frammentato piuttosto che un gruppo compatto, definito e definibile. Spivak parla dell'essenzialismo come di un "errore necessario": per ottenere concreti scopi sociali dovremmo utilizzare una immagine semplificata dei soggetti per cui si lotta, rimandando il dibattito teorico alle discussioni interne ai singoli gruppi minoritari. L'essenzialismo può quindi essere utilizzato come strategia politica, essendo però sempre consapevoli dei suoi limiti in ambito concettuale. Inoltre, è una soluzione temporanea e mirata, e non una risposta finale al problema identitario.
In Death of a Discipline (2003) riflette sulla letteratura comparata in un mondo globalizzato. La globalizzazione, secondo la studiosa, nonostante il suo nome è un sistema economico limitato ad una parte del mondo. La globalizzazione ha imposto lo stesso metodo di scambio ovunque. La comparazione delle letterature ha da sempre fatto i conti con l'eurocentrismo, è per questo che Spivak auspica che le sue lezioni vengano viste come "l'ultimo respiro di una disciplina morente".

## Opere
In italiano
- Morte di una disciplina, Introduzione e cura di Vita Fortunati, Roma, Meltemi, 2003
- Critica della ragione postcoloniale, a cura di Patrizia Calefato, Roma, Meltemi, 2004
- Che fine ha fatto lo stato-nazione?, con Judith Butler, introduzione e traduzione Ambra Pirri, Roma, Meltemi, 2009

In inglese
- In Other Worlds: Essays in Cultural Politics, London, Methuen, 1987
- Can the Subaltern Speak?, in  Marxism and the interpretation of culture (edited by C. Nelson), Urbana, University of Illinois Press, 1988
- Selected Subaltern Studies, edited with Ranajit Guha, Oxford, Oxford University Press, 1988
- The Post-Colonial Critic: Interviews, Strategies, Dialogues, edited by Sarah Harasym, London, Routledge, 1990
- Outside In the Teaching Machine, London, Routledge, 1993
- A Critique of Post-Colonial Reason: Toward a History of the Vanishing Present, Harvard University Press, 1999
- Death of a Discipline, New York, Columbia University Press, 2003